# Seal (Ontario)
Il Seal  (in inglese Seal River) è un fiume canadese che scorre nell'Ontario. Nasce da un lago senza nome e poi scorre attraverso il lago Seal, proseguendo poi verso nord fino alla foce nel fiume Kesagami.